# Рио-Терсеро
Ри́о-Терсе́ро (исп. Río Tercero, также известна под индейским названием Кталамочи́та, исп. Río Ctalamochita) — река в центральной части Аргентины, протекает по территории провинции Кордова. Длина реки — около 300 км. Площадь водосборного бассейна составляет 9580 км².
Начинается в горах Сьерра-де-Комичингонес на западе центральной части провинции в водохранилище Рио-Терсеро, образуемом слиянием рек Амбой, Планисье, Рио-Гранде, Санта-Роса, Кильинсо и Ла-Крус. Высота водного зеркала — 657,5 метра над уровнем моря. Течёт в общем восточном направлении, средняя ширина реки 35 метров. Сливаясь с Рио-Куарто, образует Каркаранью.
Средний расход воды у истока реки — 27,1 м³/с.
Природные ландшафты бассейна реки представлены горными ксерофильными лесами в верховьях и кустарниками на территории пампы в нижнем и среднем течении. Среднегодовая температура равна 16 °C, среднегодовое количество осадков — 700 мм.
Бассейн реки является одним из основных мест выработки электроэнергии провинции, в верхней части бассейна реки образовано шесть водохранилищ. На реке расположены населённые пункты Альмафуэрте, Рио-Терсеро, Вилья-Аскасуби, Пампаяста, Вилья-Мария и Бель-Вилье. Сельское хозяйство представлено в основном скотоводством и выращиванием сои.